# Hasselblad Foundation
The Erna and Victor Hasselblad Foundation, comunemente conosciuta come Hasselblad Foundation, è una fondazione non a scopo di lucro istituita nel 1979 da Erna e Victor Hasselblad per promuovere la ricerca e l'educazione nel campo delle scienze naturali e della fotografia.
Nel 1980 la fondazione ha istituito l'Hasselblad Award.